# Noel Black
Noel Black (Chicago, 30 de junho de 1937 — Santa Bárbara, 5 de julho de 2014) foi um diretor, roteirista e produtor de cinema e televisão americano.
Black nasceu em Chicago, Illinois. Ele ganhou prêmios no Festival de Cannes de 1966 por um curta de 18 minutos filmado em 1965 chamado Skaterdater. Não tinha diálogo, mas usava música e efeitos sonoros para avançar na trama. Foi indicado ao Oscar de Melhor Curta Metragem de Ação ao Vivo em 1966.
Ele dirigiu o filme cult de 1968, Pretty Poison, e posteriormente se concentrou em dirigir para a televisão, ocasionalmente dirigindo filmes como Private School.
Black morreu de pneumonia bacteriana em Santa Barbara, Califórnia, em 5 de julho de 2014. Ele tinha 77 anos.

## Infância e educação
Black nasceu em Chicago em 30 de junho de 1937. Ele recebeu bacharelado e mestrado em cinema pela Universidade da Califórnia, Los Angeles.

## Carreira
Black estava sob a influência da nouvelle vague. "Eu queria ser o Godard e Truffaut americano", disse ele. "Tive as melhores intenções, mas a realidade do cinema americano começou. Depois que saí da UCLA, eu estava determinado a invadir a Bastilha entrando na indústria com um curta-metragem".

### Skaterdater
Black escreveu e dirigiu o filme com duração de 17 a 18 minutos, Skaterdater (1965), que não teve diálogo e foi ambientado na Califórnia. O curta-metragem era sobre um grupo de adolescentes skatistas, bem como o romance entre um deles e uma garota de bicicleta. Black gastou dezessete mil dólares para fazer o Skaterdater, que foi filmado com câmeras montadas em carros e triciclos. A United Artists comprou o curta por cinquenta mil dólares.
O curta-metragem recebeu a Palma de Ouro de Melhor Curta-Metragem no Festival de Cannes de 1966, além de uma indicação ao Oscar de Melhor Curta-Metragem de Ação ao Vivo na 38.ª Cerimônia do Oscar (perdida para Le Poulet, de Claude Berri). Skaterdater chamou a atenção dos executivos da 20th Century Fox, que contrataram Black para dirigir Pretty Poison. "Não invejei a UA os milhares que ganharam com o curta", comentou Black. "Isso levou a 20th Century-Fox a me dar a chance de fazer Pretty Poison".

### Pretty Poison
A estreia na direção de Black foi Pretty Poison (1968), um filme de humor negro estrelado por Anthony Perkins e Tuesday Weld. O roteiro foi escrito por Lorenzo Semple Jr. e foi baseado no romance She Let Him Continue (que também era o título de produção da época), de Stephen Geller. Perkins interpreta um incendiário em liberdade condicional que finge ser um agente secreto para conquistar uma garota loira acima da média, interpretada por Weld. Mas, apesar da aparência, a personagem de Weld é de fato uma psicopata, e logo os dois estão cometendo uma série de crimes, incluindo homicídios.
Foi Black quem decidiu escalar Perkins no filme: "Eu vi Tony (Perkins) em The Star-Spangled Girl, de Neil Simon, na Broadway, e achei que ele seria o ideal. Enviei o roteiro para ele, e ele quis fazer. Eu o conheci pela primeira vez no Joe Allen's depois de uma apresentação da peça. Ele tinha enorme charme e inteligência, as mesmas qualidades pelas quais eu queria passar no papel que ele estaria interpretando. Eu estava procurando pelo jovem Tony de Friendly Persuasion e Fear Strikes Out, não Psycho, embora os comentaristas naturalmente fizessem a comparação entre Norman Bates e o personagem de Pretty Poison".
Black levou 30 dias para filmar em locais luxuriantes em Great Barrington, Massachusetts, no outono de 1967, com exatamente um dia em um estúdio para as cenas na prisão e em um escritório. "Enquanto procurava a localização em quatro estados, deparei-me com muitas fábricas expelindo coisas piores nos rios do que as mostradas no filme", lembrou Black.
Durante a produção, Black e Weld supostamente não se davam bem. Ela frequentemente se recusava a fazer o que Black exigia dela e desmoronava e chorava. "Não me fale sobre (Pretty Poison)", disse ela, "eu não suportava nem que Noel Black (o diretor) falasse comigo. Quando ele disse 'bom dia', isso destruiu meu dia".
Alguns críticos analisaram o filme e, quando ele foi mal nas bilheterias, a 20th Century Fox o retirou dos cinemas. Mas depois que outros críticos se posicionaram em defesa do filme, o estúdio o relançou, tendo novos seguidores. "Eu não me importo, especialmente porque Pretty Poison é o que as pessoas gostam de chamar de 'um clássico cult'", disse Black. "A maioria dos meus poucos recursos foram feitos por dinheiro. Eu tinha duas esposas e dois filhos para sustentar". Pretty Poison foi premiado com o New York Film Critics Circle Award de Melhor Roteiro em 1968.
Em 1969, Black falou sobre seu filme para estudantes da Universidade de Boston. "Essencialmente, vimos isso como uma história com muitos elementos cômicos em uma estrutura séria — um tipo de humor negro ou existencial do qual Strangelove é um protótipo", disse ele. "Esperávamos que as pessoas o encarassem como um nível acima".
O filme foi lançado em DVD em 2006 pela 20th Century Fox Home Entertainment. "O roteiro de Lorenzo Semple Jr. é lindamente elaborado, e o diretor, Noel Black, faz um excelente trabalho em modular os elementos conflitantes do filme: a história da maioridade e o suspense", disse Charles Taylor em sua resenha do Nova York Times na ocasião do lançamento do DVD do filme, em 2006.

### Cover Me BabeeJennifer on My Mind
O próximo filme de Black, Cover Me Babe (1970), foi sobre um estudante de cinema que abraça a vanguarda. O filme estrelou Sam Waterston, Sondra Locke e Robert Forster. Como Pretty Poison, Cover Me Babe também foi lançado pela 20th Century Fox.
O filme subsequente que Black dirigiu depois foi Jennifer on My Mind (1971), e seu roteiro foi escrito por Erich Segal, conhecido por seu romance Love Story.
Ambos os filmes foram falhanços. "A unha banhada a ouro no caixão da minha carreira surgiu quando, após o fracasso nas bilheterias de Pretty Poison, aceitei um projeto terrível, Cover Me Babe, que nunca deveria ter sido feito", observou Black. "Achei que era melhor permanecer ativo do que esperar por um projeto em que acreditava. Isso foi um erro. Foi seguido por outro erro, Jennifer on My Mind".

### Trabalho televisivo dos anos 70
"Durante cinco anos após os dois fracassos, me dediquei a escrever roteiros", continuou Black. "Finalmente, em 1976, decidi voltar a dirigir pela televisão episódica. A ideia disso me assustou porque eu tinha começado no ramo de filmes no topo com meu próprio recurso".
Black passou a escrever roteiros de programas de televisão como Kojak e Quincy, M.E., em meados da década de 1970. Ele também dirigiu Ron Howard em uma adaptação de I'm a Fool, de Sherwood Anderson, que serviu como episódio de 1977 para a série da PBS, The American Short Story.
Ele também dirigiu episódios de outras séries de TV como McCloud, The Hardy Boys/Nancy Drew Mysteries e Hawaii Five-O.

### Marianne/Mirrors,A Man, a Woman, and a BankePrivate School
Black tentou voltar às telas em 1978 com um filme de terror vodu, inicialmente intitulado Marianne. Tendo sofrido intromissão editorial e mudanças de roteiro, permaneceu parado por seis anos, até reaparecer em vídeo seis anos depois, sob o título Mirrors. O filme é estrelado por Kitty Winn e Peter Donat.
Black retornou oficialmente aos telões com A Man, a Woman, and a Bank (1979), uma comédia de assalto estrelada por Donald Sutherland, Brooke Adams e Paul Mazursky. O filme foi distribuído pela Avco Embassy.
Black também dirigiu o filme de comédia Private School (1983), estrelado por Phoebe Cates e Matthew Modine. A crítica de cinema do New York Times, Janet Maslin, mencionou que Pretty Poison ganhou uma nota de rodapé na história do cinema americano.

### Trabalho televisivo dos anos 80 e 90
Black continuou seu trabalho na televisão, dirigindo telefilmes, incluindo: The Golden Honeymoon (1980) e The Hollow Boy (1991) para a PBS; The Electric Grandmother (1982) para a NBC; The Other Victim (1981), com William Devane, e Promises to Keep (1985), estrelado por Robert Mitchum, da CBS.
Ele também dirigiu episódios da versão dos anos 80 de The Twilight Zone.

## Projetos não realizados

### The Adventures of Augie March
Imediatamente após Pretty Poison, Black co-escreveu, com Fred Segal, uma adaptação de The Adventures of Augie March, de Saul Bellow, um dos muitos projetos que não foram concretizados.

### Cinebiografia de Railroad Bill
Black cogitava dirigir uma cinebiografia representando a vida de Railroad Bill, com Erich Segal como roteirista.

### Killer
Em 1974, havia a possibilidade da realização de um filme chamado Killer, escrito por Richard Maltby, para o New Line Cinema.

### A Change of Seasons
Depois de ver o filme A Man, a Woman, and a Bank, o produtor Martin Ransohoff contratou Black para dirigir Shirley MacLaine e Anthony Hopkins em Consenting Adults, mais tarde intitulado A Change of Seasons (1980). No entanto, Black foi retirado do filme depois de filmar a primeira metade devido a discordâncias criativas.

### Psycho IV
No final da vida de Anthony Perkins, ele lutou muito para conseguir que Black dirigisse Psycho IV (1990), mas isso também foi em vão.

## Vida pessoal e morte
Black foi casado duas vezes, com Sandra MacPhail e Catherine Cownie. Ambos os casamentos terminaram em divórcio. Black teve dois filhos, uma filha Nicole e um filho Marco, de seu casamento com MacPhail. Marco Black foi "inspirado a se juntar ao negócio da família" por seu pai, e trabalhou como gerente de produção da unidade em Extant, da CBS, e como diretor assistente em filmes como Old School (2003).
Em 5 de julho de 2014, Black morreu no Hospital Santa Barbara Cottage, localizado em Santa Barbara, Califórnia, por pneumonia bacteriana aos 77 anos. Ele deixa dois filhos e seu genro Renaud Gonthier e seus cinco netos: Morgan, Cameron, Sidney, Hayden e John.

## Preservação
O Academy Film Archive preservou vários filmes de Noel Black, incluindo "Reflections", "The River Boy" e "Skaterdater".

## Filmografia parcial
- The River Boy (1964)
- Skaterdater (1965)
- ABC Stage 67 (1 episódio, 1967)
- Trilogy: The American Boy (1968) (TV)
- One Life to Live (1968)
- Pretty Poison (1968)
- Cover Me Babe (1970)
- Jennifer on My Mind (1971)
- Amy Prentiss (1974)
- Quincy M.E. (1 episódio, 1976)
- Switch (1 episódio, 1976)
- Kojak (1 episódio, 1977)
- McCloud (1 episódio, 1977)
- I'm a Fool (1977) (TV)
- The Hardy Boys/Nancy Drew Mysteries (2 episódios, 1977)
- Mulligan's Stew (1 episódio, 1977)
- Big Hawaii (1 episódio, 1977)
- The World Beyond (1978)
- Marianne (1978)
- Hawaii Five-O (1 episódio, 1978)
- A Man, a Woman and a Bank (1979)
- The Golden Honeymoon (1980)
- A Change of Seasons (1980)
- The Other Victim (1981)
- The Electric Grandmother (1982)
- Prime Suspect (1982)
- Happy Endings (1983)
- Private School (1983)
- Quarterback Princess (1983)
- Deadly Intentions (1985)
- Promises to Keep (1985)
- A Time to Triumph (1986)
- My Two Loves (1986) (TV)
- The Twilight Zone (2 episódios, 1986–1987)
- CBS Summer Playhouse (1 episódio, 1987)
- A Conspiracy of Love (1987)
- The Town Bully (1988)
- Meet the Munceys (1988)
- Dolphin Cove (1989)
- Nightmare Classics (1 episódio, 1989)
- The Baby-Sitters Club (1 episódio, 1990)
- Over My Dead Body (1 episódio, 1991)
- The Hollow Boy (1991)
- Swans Crossing (1992)